# Andropogon lateralis
Andropogon lateralis är en gräsart som beskrevs av Christian Gottfried Daniel Nees von Esenbeck. Andropogon lateralis ingår i släktet Andropogon och familjen gräs. Inga underarter finns listade i Catalogue of Life.